# Temporada 2012-2013 de la UE Figueres
La primera temporada a Tercera Divisió de la nova etapa de la Unió Esportiva Figueres va arrencar el 19 de juliol de 2012, amb l'inici de la pretemporada. La presentació oficial a l'estadi de Vilatenim va tenir lloc el 28 de juliol en un partit amistós contra la UE Llagostera de la Segona Divisió B, davant d'uns 350 espectadors, amb el resultat d'1 a 4 a favor dels gironins.
Durant l'estiu, l'equip havia realitzat 12 renovacions, 6 fitxatges i 7 baixes, però la gran novetat va ser el relleu a la presidència del club. Pere Aguado deixava el club després de 5 temporades seguides com a president, des de la refundació del club, el 2007, i el substituïa José Antonio Revilla, vicepresident de l'entitat també des del 2007.
L'equip, que tornava a Tercera Divisió 29 anys després, va fer una bona campanya, i va quedar en 5a posició, només una per sota de les places d'ascens a Segona Divisió B.

## Fets destacats
2012
- 21 de febrer: Pere Aguado anuncia que deixarà la presidència del Figueres a finals de temporada després de 5 anys a la presidència del club, i el substituirà el fins ara vicepresident José Antonio Revilla.[2]
- 28 de juliol: presentació oficial de l'equip a Vilatenim en un partit amistós contra la UE Llagostera.
- 11 d'agost: el Figueres cau derrotat per 3 gols a 2 al camp del CF Base Roses (de la Segona Catalana) en la 1a ronda de la Copa Catalunya.[4]
- 26 d'agost: primera jornada de lliga, en la qual el Figueres derrota l'FC Vilafranca per 1 gol a 0 a Vilatenim.[5]

2013
- 19 de maig: última jornada de lliga, en la qual el Figueres perd per 0 gols a 1 al camp del Terrassa FC. L'equip acaba 5è classificat i continua una temporada més a Tercera Divisió.[6]

## Plantilla
| Núm. | Pos. |           | Jugador                                 | Procedència        | Temporada |
| ---- | ---- | --------- | --------------------------------------- | ------------------ | --------- |
|      | POR  | Catalunya | Joan Ureña Bartrina (Ureña)             | UE Llagostera      | 2010-2011 |
|      | POR  | Catalunya | Albert Reig Ricart (Reig)               | UE Quart           | 2011-2012 |
|      | DEF  | Catalunya | Jordi Alforcea Albarran (Alforcea)      | CF Peralada        | 2009-2010 |
|      | DEF  | Catalunya | Albert Argelés Collell (Argelés)        | juvenil            | 2010-2011 |
|      | DEF  | Catalunya | Ricard Ferrer Geli (Ferrer)             | AEC Manlleu        | 2010-2011 |
|      | DEF  | Catalunya | Marc Fageda Soler (Fageda)              | juvenil            | 2010-2011 |
|      | DEF  | Catalunya | Sergio Murga Morejón (Murga)            | UD Cassà           | 2010-2011 |
|      | DEF  | Catalunya | Adrià Serra Casulleras (Serra)          | juvenil            | 2010-2011 |
|      | DEF  | Catalunya | Narcís Barrera Vilert (Barrera)         | CF Peralada        | 2012-2013 |
|      | DEF  | Catalunya | David Busquets Sala (Busquets)          | AEC Manlleu        | 2012-2013 |
|      | DEF  | Catalunya | Lluís Micaló Massach (Micaló)           | AEC Manlleu        | 2012-2013 |
|      | MIG  | Catalunya | Pedro del Campo González (del Campo)    | Girona FC juvenil  | 2010-2011 |
|      | MIG  | Catalunya | Albert Moñino Turró (Moñino)            | Reial Saragossa B  | 2010-2011 |
|      | MIG  | Catalunya | Ferran Grau Suñé (Grau)                 | UE Olot            | 2011-2012 |
|      | MIG  | Catalunya | Guillem Cornellà Manciñeiras (Cornellà) | FC Santboià        | 2012-2013 |
|      | MIG  | Catalunya | Lluís Crous Puig (Crous)                | AEC Manlleu        | 2012-2013 |
|      | MIG  | Catalunya | Borja García Martínez (García)          | CF Peralada        | 2012-2013 |
|      | DAV  | Andalusia | Jairo Jiménez Torrico (Jiménez)         | juvenil            | 2009-2010 |
|      | DAV  | Catalunya | Marc Teixidor Cristià (Teixidor)        | AD Guíxols         | 2010-2011 |
|      | DAV  | Catalunya | Pol Compte Rosell (Compte)              | CF Peralada        | 2011-2012 |
|      | DAV  | Catalunya | Marc Mas Costa (Mas)                    | UE Llagostera      | 2012-2013 |
|      | DAV  | Catalunya | Sergi Moreno Piña (Moreno)              | CE Atlètic Balears | 2012-2013 |
|      | DAV  | Catalunya | Marc Vilà Carreras (Vilà)               | CE Farners         | 2012-2013 |

Llegenda:  ·   Capità  ·   Juvenil  ·   Lesionat  ·   Altes  ·   Passaport europeu  ·   Extracomunitari  ·   Extracomunitari sense restricció
Altres jugadors utilitzats a la pretemporada: Karam Ben Mhani El Moussaoui, Sile Cámara Sankhare, Ricard López Jurado (juvenil), Henry Edgar Gilham Gracia (juvenil), Guillem Pérez Serra (juvenil, també va disputar minuts amb el primer equip a Tercera divisió), Yoann Ramírez (Figueres B), Antonio Ruedas Gallego (juvenil, també va disputar minuts amb el primer equip a Tercera divisió), Andreu Paneque Martín (Figueres B), Cristian Ybarra Muñoz (Figueres B), Miguel Ángel Tijera Alfonso (Figueres B), Aliou Balde (Figueres B), Manel Camacho Sánchez (Figueres B), Javier Amigo Martínez (Figueres B), Joel Segundo Ramírez Salazar (Figueres B), Jordi Quintana Vergés (Figueres B), Eduard Bolasell Cervosa (Figueres B), Sergio Berenguel Vidaller (juvenil, també va disputar minuts amb el primer equip a Tercera divisió), Albert Sánchez Torrent (juvenil), Amós Gasca Vázquez (juvenil, també va disputar minuts amb el primer equip a Tercera divisió)
| Baixes                       | Destinació     |
| Aleix Feixas Fàbrega         | FC Palafrugell |
| Toti Tarradellas Font        | FC Palafrugell |
| Sile Cámara Sankhare         | FC L'Escala    |
| Jordi Cruz León              |                |
| David Luque García           |                |
| Josep Costa Bofill           |                |
| Karam Ben Mhani El Moussaoui |                |

## Resultats
| Amistosos |

| 28 juliol 2012 | UE Figueres | 1 – 4                   | UE Llagostera                                           | Figueres                                                       |  |
| 19:00          | Argelés 35' | Mundo Deportivo Empordà | 8' Granell · 54' Comadevall · 58' Nicolás · 63' Álvarez | Municipal de Vilatenim · 350 espectadors · Pere Barceló Roca · |  |

| 29 juliol 2012 | UE Figueres | 0 – 2                       | Girona FC                  | Peralada                                                       |  |
| 20:00          |             | Mundo Deportivo UE Figueres | 26' (p.) Jandro · 70' Luso | Municipal de Peralada · 300 espectadors · Juan Espinosa Díaz · |  |

| 5 agost 2012 | UE Figueres                                                                    | 7 – 1                        | CEF Gironès-Sàbat | Camprodon                                           |  |
| 19:00        | Cornellà 9' · Compte 13' · Argelés 17' · Vilà 47' · Mas 48' · Teixidor 50' 68' | Mundo Deportivo El Punt Avui | 36' Stiven        | Camp de futbol municipal · Samuel Hernández Ramos · |  |

| 10 agost 2012                                | UE Figueres           | 2 – 1                       | FEA Bisbalenc  | Banyoles                                                                             |  |
| 19.45 XLIII Torneig de l'Estany (semifinals) | Mas 5' · Teixidor 82' | Mundo Deportivo UE Figueres | 78' (p.) Bernà | Estadi municipal Miquel Coromina i Morató · 150 espectadors · Rafael Zarco Murillo · |  |

| 12 agost 2012                           | CD Banyoles                | 2 – 4                       | UE Figueres                                       | Banyoles |  |
| 22.15 XLIII Torneig de l'Estany (final) | Coro 11' · Bonaventura 44' | Mundo Deportivo UE Figueres | 17' Cornellà · 73' del Campo · 76' Mas · 90' Vilà | Estadi municipal Miquel Coromina i Morató · 600 espectadors · César Romero Mota · José Luis Santiago Company · Pedro Cobos Molina · |  |

| 18 agost 2012 | UE La Jonquera      | 1 – 3                       | UE Figueres                            | La Jonquera                                                         |  |
| 19:00         | Busquets 77' (p.p.) | Mundo Deportivo UE Figueres | 22' (p.p.) Jose · 54' Cámara · 90' Mas | Municipal de les Forques · 100 espectadors · Xavier Rubio Ponsatí · |  |

| 5 setembre 2012 | FC L'Escala             | 2 – 1       | UE Figueres  | L'Escala                                                                  |  |
| 20.30           | Jiménez 3' · Cámara 59' | UE Figueres | 17' Teixidor | Camp de futbol municipal · 100 espectadors · José Luis Santiago Company · |  |

| 11 setembre 2012 | CF Cistella    | 1 – 4       | UE Figueres                       | Cistella                                                             |  |
| 12:00            | Palau 70' (p.) | UE Figueres | 2' Jiménez · 54' 60' 73' Teixidor | Camp de futbol municipal · 100 espectadors · Sebastián Ruiz García · |  |

| Copa Catalunya |

| 11 agost 2012  | CF Base Roses                         | 3 – 2                       | UE Figueres                  | Roses |  |
| 20:00 1a ronda | Marc Ricard 5' · Chus 31' · Adrià 37' | Mundo Deportivo UE Figueres | 44' (p.p.) Aaron · 80' Amigo | Camp Municipal La Vinyassa · 120 espectadors · Javier López Corona · José Tolmo García · Naufal Elouacigari · |  |

| Tercera Divisió-Grup 5 |

| 26 agost 2012   | UE Figueres | 1 – 0                       | FC Vilafranca | Figueres |  |
| 16:30 Jornada 1 | Mas 87'     | Mundo Deportivo UE Figueres |               | Municipal de Vilatenim · 700 espectadors · Vicente Alexandre Muñoz Baquero · Sergio Álvarez Ubric · Sergio Juárez Plaza · |  |

| 1 setembre 2012 | FC Santboià                            | 3 – 1                       | UE Figueres | Sant Boi de Llobregat |  |
| 19:00 Jornada 2 | Díaz 2' · Hernández 52' · Martínez 85' | Mundo Deportivo UE Figueres | 45' Argelés | Estadi Municipal Joan Baptista Milà · 400 espectadors · Pau Garcia Fuster · Àlex Gómez Meneses · Edward Miguel Gonzales · |  |

| 9 setembre 2012 | UE Figueres | 1 – 1                       | AEC Manlleu | Figueres |  |
| 16:30 Jornada 3 | Mas 6'      | Mundo Deportivo UE Figueres | 49' Baruc   | Municipal de Vilatenim · 500 espectadors · Raúl Calle Martínez · Juan Carlos Blasco Pastor · Rubén Martín Tarrio · |  |

| 16 setembre 2012 | UE Castelldefels | 0 – 1                       | UE Figueres | Castelldefels                                                                                              |  |
| 12:00 Jornada 4  |                  | Mundo Deportivo UE Figueres | 73' Jiménez | Municipal Els Canyars · 250 espectadors · Rubén Mancera Antón · Pedro Millán Agudo · Jose Asensio Tejero · |  |

| 23 setembre 2012 | UE Figueres                     | 3 – 1                       | Palamós CF   | Figueres |  |
| 16.30 Jornada 5  | Compte 11' · Vilà 17' · Mas 48' | Mundo Deportivo UE Figueres | 55' Batanero | Municipal de Vilatenim · 800 espectadors · Arnau Llopart Carbó · Carlos Varela Irimia · Santiago López Quintana · |  |

| 29 setembre 2012 | CF Balaguer                               | 3 – 2                       | UE Figueres          | Balaguer |  |
| 17:00 Jornada 6  | Parra 38' · Giribet 45' · Gracia 92' (p.) | Mundo Deportivo UE Figueres | 48' Mas · 75' Compte | Camp Municipal d'Esports · 400 espectadors · Carlos Albelda Bárcena · Carlos Hernández Gañan · Kabir Frutos Bonache · |  |

| 21 octubre 2012 | UE Figueres  | 1 – 0                       | UE Vic | Figueres |  |
| 16:30 Jornada 7 | Mas 25' (p.) | Mundo Deportivo UE Figueres |        | Municipal de Vilatenim · 500 espectadors · José Antonio García Parada · Agustín Pontevedra Reveiro · Alejandro Muñiz Ruiz · |  |

| 28 octubre 2012 | UE Olot                                         | 3 – 0                       | UE Figueres | Olot |  |
| 17:00 Jornada 8 | Martínez 26' (p.) · Grau 65' (p.p.) · Pagès 78' | Mundo Deportivo UE Figueres |             | Estadi Municipal d'Olot · 1.050 espectadors · Juan Manuel Martín Varas · José María Rodríguez Enrique · Alberto Madrigal López · |  |

| 1 novembre 2012 | UE Figueres          | 2 – 0                       | CF Pobla de Mafumet | Figueres |  |
| 16:30 Jornada 9 | Vilà 60' · Murga 83' | Mundo Deportivo UE Figueres |                     | Municipal de Vilatenim · 500 espectadors · Francisco Javier Pazo Mora · Albert Guerrero Vilella · Joan Ponce Moreno · |  |

| 4 novembre 2012  | CE Europa  | 1 – 0                       | UE Figueres | Barcelona                                                                                           |  |
| 12:00 Jornada 10 | Epitié 80' | Mundo Deportivo UE Figueres |             | Nou Sardenya · 700 espectadors · Rubén Ávalos Barrera · José G. Melus Fierro · David Rovira Campà · |  |

| 11 novembre 2012 | UE Figueres            | 2 – 1                       | UE Rapitenca | Figueres |  |
| 16.30 Jornada 11 | Teixidor 89' · Mas 90' | Mundo Deportivo UE Figueres | 60' Roig     | Municipal de Vilatenim · 350 espectadors · José Francisco Pérez Bueno · José Asensio Tejero · Sergi Jacas Puig · |  |

| 18 novembre 2012 | UE Vilassar de Mar            | 2 – 0                       | UE Figueres | Vilassar de Mar |  |
| 12:00 Jornada 12 | Molina 22' (p.) · Reverté 72' | Mundo Deportivo UE Figueres |             | Estadi Municipal Xevi Ramon · 200 espectadors · Jordi Molina Fernández · Salvador Tomás López · Joan Iniesta Amo · |  |

| 25 novembre 2012 | UE Figueres            | 3 – 1                       | UE Rubí          | Figueres |  |
| 16.30 Jornada 13 | Mas 2' 48' · Crous 60' | Mundo Deportivo UE Figueres | 10' (p.) Sánchez | Municipal de Vilatenim · 400 espectadors · Daniel Navarro Jiménez · Martí Ferrer Font · Víctor Orgaz Serran · |  |

| 2 desembre 2012  | CE Júpiter   | 2 – 1                       | UE Figueres | Barcelona |  |
| 12:00 Jornada 14 | Romo 21' 87' | Mundo Deportivo UE Figueres | 56' Crous   | Municipal de La Verneda · 350 espectadors · Vicente A. Muñoz Baquero · David Rovira Campà · Alejandro Cabezas Moya · |  |

| 9 desembre 2012  | UE Figueres | 0 – 0                       | UDA Gramenet | Figueres |  |
| 16:30 Jornada 15 |             | Mundo Deportivo UE Figueres |              | Municipal de Vilatenim · 450 espectadors · Juan Rodríguez Portoles · Daniel García Carrasco · Salvador Tomás López · |  |

| 16 desembre 2012 | CF Muntanyesa | 0 – 3                       | UE Figueres                               | Barcelona |  |
| 12:00 Jornada 16 |               | Mundo Deportivo UE Figueres | 18' Cornellà · 44' Argelés · 58' Teixidor | Camp Municipal de Nou Barris · 500 espectadors · Israel Gómez Hernández · Edgar Nula Pérez · Josep-Oriol Pérez Seto · |  |

| 23 desembre 2012 | UE Figueres | 2 – 1                       | CF Gavà    | Figueres                                                                                                  |  |
| 16:30 Jornada 17 | Mas 27' 47' | Mundo Deportivo UE Figueres | 80' Zurita | Municipal de Vilatenim · 400 espectadors · Ana Zardain López · José Asensio Tejero · Sergi López Freixa · |  |

| 5 gener 2013     | UE Cornellà | 1 – 0                       | UE Figueres | Cornellà de Llobregat                                                                                                   |  |
| 12:00 Jornada 18 | Capó 22'    | Mundo Deportivo UE Figueres |             | Municipal de la Via Fèrria · 500 espectadors · Arnau Llopart Carbó · Jonathan Miguel Teruel · Mireia Pedret Izquierdo · |  |

| 13 gener 2013    | UE Figueres                      | 3 – 2                       | Terrassa FC    | Figueres |  |
| 16:30 Jornada 19 | Mas 36' · Moñino 38' · Crous 58' | Mundo Deportivo UE Figueres | 67' 71' Molist | Municipal de Vilatenim · 600 espectadors · Jorge Pertegal Méndez · David Barón Ajenjo · Isidre Vallcorba Sayol · |  |

| 20 gener 2013    | FC Vilafranca | 1 – 1                       | UE Figueres | Vilafranca del Penedès                                                                                                   |  |
| 12.30 Jornada 20 | Domínguez 1'  | Mundo Deportivo UE Figueres | 3' Mas      | Municipal d'Esports de Vilafranca · 150 espectadors · Xavier Bertomeu Garcia · Carlos Ferrero Mansilla · Micael Erlich · |  |

| 27 gener 2013    | UE Figueres            | 2 – 2                       | FC Santboià             | Figueres |  |
| 16:30 Jornada 21 | Compte 11' · Crous 15' | Mundo Deportivo UE Figueres | 2' Erencia · 92' Burgos | Municipal de Vilatenim · 450 espectadors · Víctor Caballero León · Carlos Hernández Gañán · Javier Ramos Sánchez · |  |

| 3 febrer 2013    | AEC Manlleu               | 2 – 0                       | UE Figueres | Manlleu |  |
| 16:30 Jornada 22 | Baruc 57' · Sanmartín 60' | Mundo Deportivo UE Figueres |             | Estadi Municipal de Manlleu · 450 espectadors · Roger Sales Font · Albert Guerrero Vilella · Jordi José Barrera · |  |

| 10 febrer 2013   | UE Figueres | 0 – 0                       | UE Castelldefels | Figueres |  |
| 16:30 Jornada 23 |             | Mundo Deportivo UE Figueres |                  | Municipal de Vilatenim · 400 espectadors · David Congost Larrosa · Joan Iniesta Amo · Marc Padrós Baciero · |  |

| 17 febrer 2013   | Palamós CF            | 2 – 0                       | UE Figueres | Palamós |  |
| 16.30 Jornada 24 | Revert 28' · Díaz 80' | Mundo Deportivo UE Figueres |             | Nou Estadi de Palamós · 300 espectadors · Francisco Xabier Rodríguez Campos · Elisardo Javier Mella Fernández · José Luis Zas Vázquez · |  |

| 24 febrer 2013   | UE Figueres       | 1 – 1                       | CF Balaguer | Figueres                                                                                                   |  |
| 16:30 Jornada 25 | Teixidor 94' (p.) | Mundo Deportivo UE Figueres | 81' Parra   | Municipal de Vilatenim · 250 espectadors · Héctor Robas Bondia · Rubén Martín Tarrio · Joan Ponce Moreno · |  |

| 3 març 2013      | UE Vic     | 1 – 3                       | UE Figueres                             | Vic |  |
| 16:30 Jornada 26 | Molist 80' | Mundo Deportivo UE Figueres | 24' Teixidor · 42' Barrera · 75' Moñino | Estadi Municipal de Vic · 200 espectadors · Juan Manuel Martín Varas · Santiago López Quintana · Sergio Manjón Villazala · |  |

| 10 març 2013     | UE Figueres             | 2 – 1                                 | UE Olot   | Figueres                                                                                                   |  |
| 16.30 Jornada 27 | Teixidor 29' · Cruz 79' | Mundo Deportivo UE Figueres L'Empordà | 64' Vidal | Municipal de Vilatenim · 1.100 espectadors · Pere Barceló Roca · Sergi Rigau Garcia · Jordi Fullà Planas · |  |

| 17 març 2013     | CF Pobla de Mafumet | 1 – 1                       | UE Figueres | La Pobla de Mafumet |  |
| 17:00 Jornada 28 | Carbia 58'          | Mundo Deportivo UE Figueres | 23' Compte  | Estadi Municipal de La Pobla de Mafumet · 250 espectadors · Abraham Martínez Sáez · Alberto Madrigal López · Carlos Ferrero Mansilla · |  |

| 24 març 2013     | UE Figueres | 1 – 1                       | CE Europa     | Figueres |  |
| 16.30 Jornada 29 | Moñino 34'  | Mundo Deportivo UE Figueres | 76' (p.) Lara | Municipal de Vilatenim · 700 espectadors · Israel Gómez Hernández · Josep-Oriol Pérez Seto · Miquel Camí Monsonís · |  |

| 29 març 2013     | UE Rapitenca | 0 – 0                       | UE Figueres | Sant Carles de la Ràpita |  |
| 17:00 Jornada 30 |              | Mundo Deportivo UE Figueres |             | Estadi Municipal La Devesa · 300 espectadors · Vicente Alexandre Muñoz Baquero · David Rovira Campà · Alejandro Cabezas Moya · |  |

| 7 abril 2013     | UE Figueres                           | 3 – 1                       | UE Vilassar de Mar | Figueres |  |
| 16:30 Jornada 31 | Moñino 46' · Jiménez 87' · Compte 96' | Mundo Deportivo UE Figueres | 59' Cañadilla      | Municipal de Vilatenim · 500 espectadors · Francisco Javier Pazo Mora · Juan Carlos Blasco Pastor · Micael Erlich · |  |

| 14 abril 2013    | UE Rubí                  | 2 – 3                       | UE Figueres                            | Rubí |  |
| 12.00 Jornada 32 | Sánchez 67' · Gallar 86' | Mundo Deportivo UE Figueres | 28' Teixidor · 62' Serra · 92' Jiménez | Estadi Municipal Can Rosés · 200 espectadors · Carlos Albelda Bárcena · Marcos López Jiménez · Kevin Jiménez Fernández · |  |

| 21 abril 2013    | UE Figueres                                         | 4 – 1                       | CE Júpiter      | Figueres |  |
| 16:30 Jornada 33 | Compte 8' · Argelés 30' · Teixidor 49' · Moreno 80' | Mundo Deportivo UE Figueres | 78' (p.) Medina | Municipal de Vilatenim · 400 espectadors · Jordi Pertegal Méndez · Ricard Vidal Clermont · Isidre Vallcorba Sayol · |  |

| 28 abril 2013    | UDA Gramenet | 0 – 2                       | UE Figueres                    | Santa Coloma de Gramenet                                                                                   |  |
| 11.45 Jornada 34 |              | Mundo Deportivo UE Figueres | 66' Moreno · 88' (p.) Cornellà | Can Peixauet · 300 espectadors · Rubén Ávalos Barrera · Albert Guerrero Vilella · Edgar Carmona Martínez · |  |

| 1 maig 2013      | UE Figueres | 0 – 0                       | CF Muntanyesa | Figueres |  |
| 16:30 Jornada 35 |             | Mundo Deportivo UE Figueres |               | Municipal de Vilatenim · 500 espectadors · Óscar Bergada Braña · Edgar Ramírez Hens · Josep Barceló Prats · |  |

| 5 maig 2013      | CF Gavà                 | 2 – 2                       | UE Figueres              | Gavà |  |
| 12:00 Jornada 36 | Masuet 1' · Navarro 70' | Mundo Deportivo UE Figueres | 30' Compte · 83' Barrera | Estadi Municipal la Bòbila · 150 espectadors · Roger Sales Font · Adrià De la Fuente Domingo · Edgar Carmona Martínez · |  |

| 12 maig 2013     | UE Figueres                    | 2 – 2                       | UE Cornellà    | Figueres |  |
| 16:30 Jornada 37 | Teixidor 85' (p.) · Compte 92' | Mundo Deportivo UE Figueres | 1' 46' Gallego | Municipal de Vilatenim · 600 espectadors · David Jorge Cornejo Rodríguez · Joel Guerrero Farnós · Meritxell Bernat Salvat · |  |

| 19 maig 2013     | Terrassa FC   | 1 – 0                       | UE Figueres | Terrassa |  |
| 12:00 Jornada 38 | Fernández 39' | Mundo Deportivo UE Figueres |             | Estadi Olímpic de Terrassa · 300 espectadors · Francesc Galan Baró · Daniel Díaz Luque · Manuel Sánchez Valera · |  |

## Classificació
| Pos. | Equip                  | J  | G  | E  | P  | GF | GC | DG  | pts. |
| --- | ---------------------- | -- | -- | -- | -- | -- | -- | --- | ---- |
| 1r | UE Olot                | 38 | 24 | 7  | 7  | 66 | 29 | +37 | 79   |
| 2n | UE Cornellà            | 38 | 23 | 10 | 5  | 70 | 35 | +35 | 79   |
| 3r | CE Europa              | 38 | 21 | 12 | 5  | 55 | 25 | +30 | 75   |
| 4t | AEC Manlleu            | 38 | 17 | 14 | 7  | 46 | 29 | +17 | 65   |
| 5è | UE Figueres            | 38 | 16 | 11 | 11 | 52 | 45 | +7  | 59   |
| 6è | Terrassa FC            | 38 | 15 | 12 | 11 | 47 | 36 | +11 | 57   |
| 7è | UE Rapitenca           | 38 | 12 | 16 | 10 | 46 | 39 | +7  | 52   |
| 8è | CF La Pobla de Mafumet | 38 | 14 | 10 | 14 | 49 | 50 | -1  | 52   |
| 9è | UDA Gramenet           | 38 | 10 | 19 | 9  | 34 | 33 | +1  | 49   |
| 10è | CF Gavà                | 38 | 13 | 9  | 16 | 38 | 42 | -4  | 48   |
| 11è | UE Rubí                | 38 | 11 | 14 | 13 | 58 | 52 | +6  | 47   |
| 12è | Palamós CF             | 38 | 11 | 13 | 14 | 48 | 55 | -7  | 46   |
| 13è | UE Castelldefels       | 38 | 11 | 12 | 15 | 31 | 45 | -14 | 45   |
| 14è | UE Vilassar de Mar     | 38 | 11 | 11 | 16 | 44 | 47 | -3  | 44   |
| 15è | FC Vilafranca          | 38 | 11 | 9  | 18 | 35 | 53 | -18 | 42   |
| 16è | FC Santboià            | 38 | 8  | 16 | 14 | 41 | 48 | -7  | 40   |
| 17è | CF Muntanyesa          | 38 | 8  | 16 | 14 | 32 | 49 | -17 | 40   |
| 18è | CE Júpiter             | 38 | 9  | 11 | 18 | 42 | 59 | -17 | 38   |
| 19è | UE Vic                 | 38 | 8  | 12 | 18 | 40 | 61 | -11 | 36   |
| 20è | CF Balaguer            | 38 | 4  | 12 | 22 | 35 | 77 | -42 | 24   |
| En groc, els equips que disputaren la fase de promoció a Segona B, i en vermell, els que descendiren a Primera catalana. |                        |    |    |    |    |    |    |     |      |

## Estadístiques individuals
| Jugador                      | P. | T. | S. | M.   | G. | A. | TG | TV |
| ---------------------------- | -- | -- | -- | ---- | -- | -- | -- | -- |
| Guillem Cornellà Manciñeiras | 34 | 34 | 0  | 3038 | 2  | 4  | 7  | 1  |
| David Busquets Sala          | 33 | 33 | 0  | 2883 | 0  | 2  | 8  | 1  |
| Sergio Murga Morejón         | 34 | 33 | 1  | 2871 | 1  | 0  | 9  | 0  |
| Albert Argelés Collell       | 33 | 30 | 3  | 2671 | 3  | 1  | 5  | 1  |
| Ferran Grau Suñé             | 30 | 30 | 0  | 2548 | 0  | 0  | 9  | 2  |
| Pedro del Campo González     | 33 | 25 | 8  | 2442 | 0  | 6  | 0  | 0  |
| Pol Compte Rosell            | 36 | 27 | 9  | 2331 | 8  | 3  | 7  | 0  |
| Jordi Alforcea Albarran      | 28 | 27 | 1  | 2276 | 0  | 0  | 9  | 1  |
| Joan Ureña Bartrina          | 24 | 23 | 1  | 2072 | 0  | 0  | 2  | 0  |
| Marc Vilà Carreras           | 30 | 25 | 5  | 1926 | 2  | 0  | 6  | 0  |
| Marc Mas Costa               | 20 | 20 | 0  | 1764 | 12 | 1  | 0  | 0  |
| Marc Teixidor Cristià        | 30 | 20 | 10 | 1618 | 8  | 1  | 8  | 0  |
| Albert Moñino Turró          | 22 | 15 | 7  | 1521 | 4  | 5  | 5  | 0  |
| Albert Reig Ricart           | 16 | 15 | 1  | 1348 | 0  | 0  | 3  | 0  |
| Lluís Micaló Masachs         | 20 | 16 | 4  | 1335 | 0  | 0  | 3  | 1  |
| Adrià Serra Casulleras       | 20 | 11 | 9  | 1051 | 1  | 1  | 2  | 0  |
| Jairo Jiménez Torrico        | 24 | 6  | 18 | 879  | 3  | 0  | 2  | 0  |
| Narcís Barrera Vilert        | 10 | 8  | 2  | 704  | 2  | 0  | 2  | 0  |
| Lluís Crous Puig             | 15 | 6  | 9  | 680  | 4  | 0  | 1  | 0  |
| Borja García Martínez        | 9  | 5  | 4  | 525  | 0  | 0  | 3  | 0  |
| Sergi Moreno Piña            | 11 | 5  | 6  | 523  | 2  | 1  | 0  | 0  |
| Ricard Ferrer Geli           | 2  | 2  | 0  | 180  | 0  | 0  | 1  | 0  |
| Marc Fageda Soler            | 1  | 1  | 0  | 68   | 0  | 0  | 0  | 0  |
| Toni Ruedas Gallego          | 2  | 0  | 2  | 47   | 0  | 0  | 0  | 0  |
| Sergio Berenguel Vidaller    | 1  | 0  | 1  | 45   | 0  | 0  | 0  | 0  |
| Marçal Sáenz Batllori        | 1  | 1  | 0  | 45   | 0  | 0  | 0  | 0  |
| Jordi Cruz León              | 2  | 0  | 2  | 42   | 1  | 0  | 0  | 0  |
| Antoni Cunill Pérez          | 1  | 0  | 1  | 33   | 0  | 0  | 0  | 0  |
| Amós Gasca Vázquez           | 1  | 0  | 1  | 7    | 0  | 0  | 0  | 0  |
| Manuel González Salas        | 1  | 0  | 1  | 5    | 0  | 0  | 0  | 0  |
| Bubakari Manneh              | 1  | 0  | 1  | 1    | 0  | 0  | 0  | 0  |